# Обратная мутация
Обра́тная мута́ция, или реверси́вная мута́ция (от лат. reversus — обратный и лат. mutatio — изменение) — мутация, восстанавливающая дикий фенотип, снимая действие прямой мутации, инактивировавшей ген. Таким образом, в отличие от супрессорной мутации, влияющей только на фенотип, обратная мутация восстанавливает исходный генотип, а следовательно, и фенотип. Различают два типа обратных мутаций:
- истинная обратная мутация восстанавливает исходную последовательность нуклеотидов.
- вторичная обратная мутация компенсирует эффект прямой мутации в другой части гена[2].